# Jerry Ahern
Jerry Ahern (nacido en 1946) escritor de ciencia ficción conocido por su serie posapocalíptica; "The Survivalist".
Los libros de esta serie describen las armas que los protagonistas usan para sobrevivir y pelear en una guerra que parece interminable entre los vestigios que sobreviven de los superpoderes de tiempos pre apocalípticos.
La serie se centra alrededor de los intentos que el Dr. John Thomas Rourke, exagente de la CIA hace por proteger a su familia. En el primer libro, comienza una guerra nuclear mientras Rourke está regresando de un viaje de negocios. Tras sobrevivir el choque de una aerolínea en el suroeste de Estados Unidos, Rourke lucha por su camino contra el horror caótico de la posguerra en Estados Unidos después del retiro de tropas en Georgia, donde finalmente se reúne con su familia. 
Survivalist #23 comienza una nueva fase de la serie, ocurre después de que la atmósfera de la Tierra ha sido destruida y Rourke y su familia han estado en un sueño criogénico durante 500 años.
Ahern también escribe sobre armas, ha publicado numerosos artículos en revistas norteamericanas especializadas como "Guns & Ammo" y "Handguns".
Es experto reconocido en fundas y equipo de cuero para armas de fuego, y produce una línea de fundas.
Jerry Ahern es presidente de Detonics USA, con sede en Pendergrass, Georgia.
En algunos libros ha colaborado con su esposa, Sharon Ahern.
- Datos: Q4348254